# Белла-Сентер (станция метро)
Белла-Сентер (дат. Bella Center) — наземная станция Копенгагенского метрополитена, расположенная в районе Эрестад, на острове Амагер. На станции установлены платформенные раздвижные двери.

## История
Станция Вестмагер была открыта 19 октября 2002 года, совместно с 7 станциями участка между Нёррепортом и Вестамагером линии M1 (станции Нёррепорт, Конгенс-Нюторв, Кристиансхаун, Исландс-Брюгге, ДР-Бюэн, Сундбю, Белла-Сентер, Эрестад и Вестамагер). Станция располагается в Кальвебод-Феллед (дат. Kalvebod Fælled), западной части острова Амагер, и принадлежит 3-й тарифной зоне. Станция названа в честь расположенного недалеко крупнейшего в Скандинавии выставочного центра Белла-Сентер (Bella Center).